# Urgent.fm
Urgent.fm is het medialab van de Universiteit Gent in de stadsbibliotheek De Krook. Het herbergt een radiozender, een liveopnamestudio en een leerplatform voor jonge radiomakers. Het kan in de omgeving van Gent beluisterd worden op de FM-frequentie 105,3 MHz. Er wordt ook uitgezonden via het internet op de website of op de websites van de festivals waar Urgent.fm aanwezig is.

## Beschrijving
Urgent.fm begon oorspronkelijk als studentenclub die zendtijd huurde, maar kreeg in 2003 een licentie. In 2004 kwam dan de eigen frequentie.
Als radio heeft Urgent.fm een vaste structuur die onder andere bestaat uit verschillende redacties, presentatoren en technici. Urgent.fm bestaat uit een vrijwilligersredactie met ondersteuning van een professionele uitrusting.
Als principe neemt de zender wat leeft in de straten van Gent. De muziekstijl richt zich op jongeren.
In het tijdschrift Spoetnik wordt van maandag tot en met donderdag aandacht besteed aan dat wat er in het Gentse studenten- en cultuurleven gebeurt.
Op 8 december 2005 werden workshops voor jongeren tussen 14 en 30 jaar gestart, dit project wordt gesteund door de universiteit Gent en door de provincie Oost-Vlaanderen.

## Financiering
Urgent.fm bekomt ongeveer 80 procent van haar financiering vanuit de UGent, stadsdienst en creatieve veld van Gent en regio.

## Evenementen
Urgent.fm staat jaarlijks op verschillende evenementen zoals de Gentse Feesten, Film Fest Gent, Student Kick-Off en de 12 urenloop. De jongerenradio organiseert ook zelf evenementen.

## Programma's

### Huidige programmatie
| - Vers Geperst - Spoetnik - Fiere Stede - Buk Up Dat Sound - Midi - Mondaze - Foxy Music - ABC - Mélange étrange - Kinky Star Radio - Rubadub | - Liquid Flavaz - Resonantie - Tumult (de gasten) - 40 fingers cartel - Helter Skelter - Alt F4 - Democrazy On Air - The Real Deal - Phase 4 - The Wrong Lane - Nightfall Radio | - De La Chaud - Relaas - Freestyle Fusion - Loaded - Breaxity - De La Gente - A Fragile Circus - Thank God It's Friday - Poolijs - Kuleshov - Neon Dreams Radio | - Bad Meanin' Good - No Shit Like Deep Radio - Charged Radio - Trakz - Ghostdogsradio - Cluster Flux - Zwijgen Is Geen optie - Filter - Tweeden Asem - Danger Dancer - Loman | - Icarus - Juke Joint Radio - Moustachemusic - Ctrl alt Delete - Radio Taxi - Type Athens - Time Travelling show |

## Prijzen
- Radio Awards 2004: Beste Radio van Oost-Vlaanderen.
- Radio Awards 2005: Beste Radio van Oost-Vlaanderen.
- Radio Awards 2007: Beste Radio van Oost-Vlaanderen.
- Laureaat Gentse Cultuurprijs 2008